# Oussama Assaidi
Oussama Assaidi (Beni-Boughafar, 15 agosto 1988) è un ex calciatore marocchino, di ruolo centrocampista o ala.

## Carriera

### Club
Affermatosi con le maglie di Omniworld e De Graafschap e con quella dell'Heerenveen (78 presenze e 20 gol di campionato), nell'estate del 2012 passa al Liverpool per 3,8 milioni di euro. Dopo solo 4 partite, nell'estate del 2013 passa in prestito allo Stoke City dove in un anno e mezzo gioca 28 partite e segna 4 gol in campionato. Il 12 gennaio 2015 viene venduto all'Al-Ahli per 5 milioni di euro.

### Nazionale
Ha partecipato a due edizioni della Coppa d'Africa, nel 2012 e nel 2013.

## Palmarès

### Club

#### Competizioni nazionali
- Eerste Divisie: 1

Twente: 2018-2019